# Ruby Bridges
Ruby Nell Bridges Hall (Tylertown, 8 settembre 1954) è un'attivista statunitense.
È stata la prima bambina afroamericana a desegregare la scuola elementare William Frantz, frequentata all'epoca solo da bianchi, in Louisiana, durante la crisi di desegregazione della scuola di New Orleans nel 1960.

## Biografia

### Primi anni di vita
Ruby Bridges è nata a Tylertown, Mississippi, da Abon e Lucille Bridges. Quando aveva quattro anni, la famiglia si trasferì a New Orleans, Louisiana. Nel 1960, quando aveva sei anni, i suoi genitori risposero a una richiesta della National Association for the Advancement of Colored People (NAACP) e la offrirono come volontaria per partecipare all'integrazione del sistema scolastico di New Orleans, anche se suo padre era titubante.

### Integrazione

Edificio della scuola elementare William Frantz nel 2010

All'inizio del 1960, Ruby è stata una dei sei bambini neri di New Orleans a superare il test che stabiliva se potevano frequentare la scuola bianca William Frantz Elementary. Due dei sei decisero di rimanere alla loro vecchia scuola, Ruby andò a scuola da sola, e tre bambini furono trasferiti al McDonogh No. 19 e divennero noti come i Tre McDonogh. Ruby e sua madre furono scortate a scuola da ben quattro marshall federali durante l'intero primo anno di scuola.
Il padre di Ruby era inizialmente riluttante, mentre la madre sentiva la necessità non solo di dare alla figlia una migliore educazione, ma di "fare questo passo avanti... per tutti i bambini afro-americani". La donna convinse infine il marito a lasciarla andare alla scuola.
La sentenza del giudice J. Skelly Wright per il primo giorno delle scuole integrate a New Orleans, il 14 novembre 1960, fu commemorata da Norman Rockwell nel dipinto The Problem We All Live With (pubblicato su Look il 14 gennaio 1964). Come descrive Ruby stessa: "Salendo ho potuto vedere la folla, ma vivendo a New Orleans, in realtà ho pensato che fosse Mardi Gras. C'era una grande folla di persone al di fuori della scuola. Stavano lanciando cose e gridando, e questo tipo di cose succede a New Orleans al Mardi Gras". L'ex vice Marshall degli Stati Uniti Charles Burks ha poi ricordato: "Ha dimostrato molto coraggio. Non ha mai pianto né piagnucolato. Ha marciato come un piccolo soldato, siamo tutti molto orgogliosi di lei".
Non appena Ruby fu ammessa nella scuola, i genitori bianchi ritirarono i propri figli e tutti gli insegnanti si rifiutarono di lavorare finché un bambino di colore fosse stato iscritto. Solo una persona accettò di insegnare a Ruby: Barbara Henry, di Boston, Massachusetts. Per oltre un anno, Barbara Henry insegnò ad una classe composta dalla sola Ruby Bridges "come se stesse insegnando a un'intera classe". 

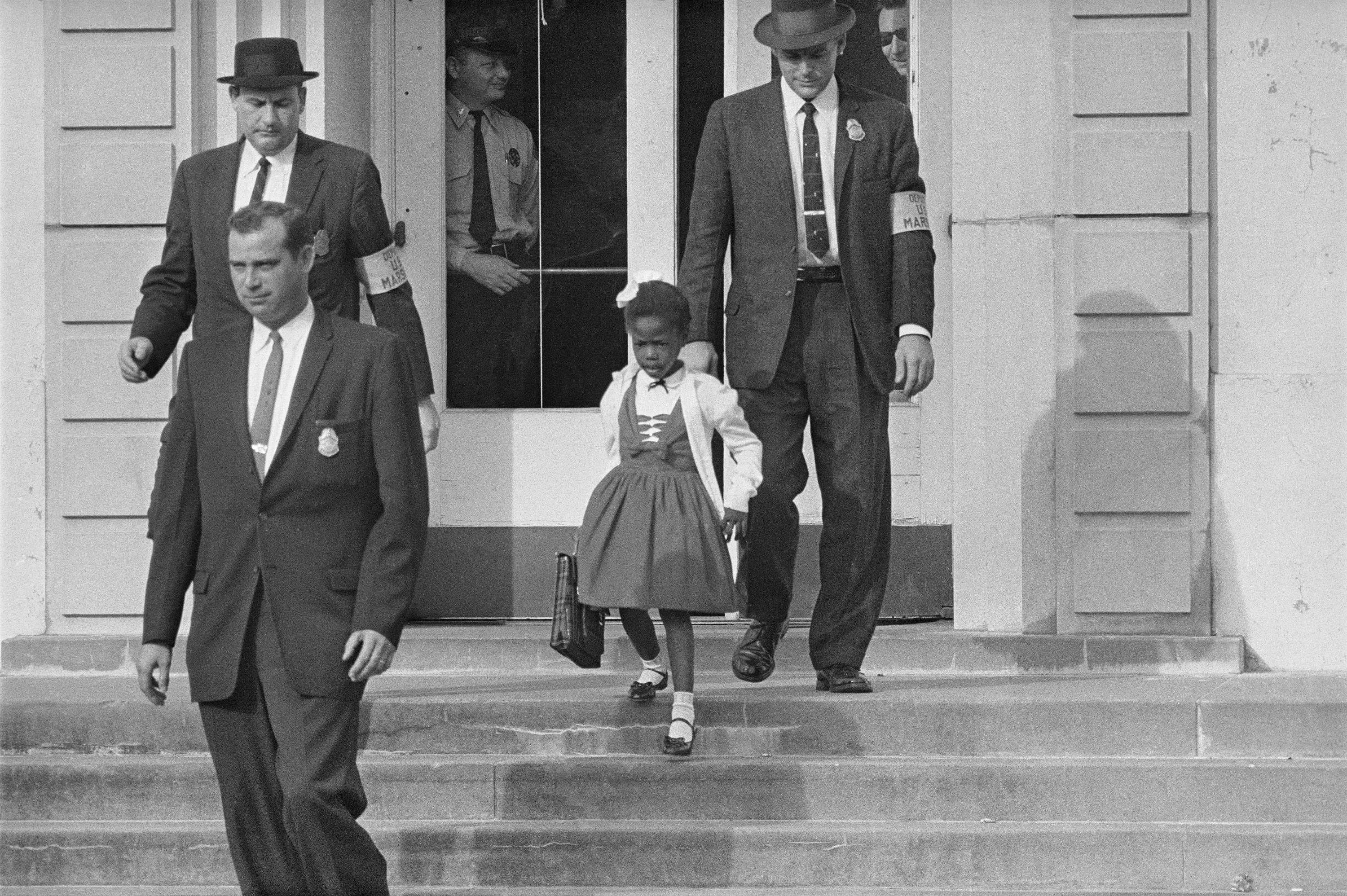
I Marshals che scortavano Bridges da e per la scuola.

Il primo giorno, Ruby e i suoi accompagnatori adulti trascorsero l'intera giornata nell'ufficio del preside, e il caos delle proteste impedì loro di andare in classe fino al secondo giorno. Il secondo giorno, tuttavia, uno studente bianco ruppe il boicottaggio ed entrò a scuola. Si trattava di un pastore metodista di 34 anni, Lloyd Anderson Foreman, che ha accompagnato sua figlia Pam di 5 anni attraverso la folla arrabbiata, dicendo: "Voglio semplicemente il privilegio di portare mia figlia a scuola". Pochi giorni dopo, altri genitori bianchi hanno iniziato a portare i loro figli, e le proteste hanno cominciato a calmarsi. Ogni mattina, mentre Ruby andava a scuola, una donna minacciava di avvelenarla. Per questo motivo, i Marshall statunitensi inviati dal Presidente Eisenhower, che supervisionavano la sicurezza dei Bridges, hanno permesso a Ruby di mangiare solo il cibo che portava da casa.
Lo psichiatra infantile Robert Coles si offrì volontariamente di fornire consulenza a Ruby durante il suo primo anno alla Frantz. Si incontrarono settimanalmente nella casa di Ruby e più tardi scrisse un libro per bambini, The Story of Ruby Bridges, per far conoscere la storia di Ruby.
La famiglia di Ruby soffrì per la decisione di mandarla alla William Frantz Elementary: suo padre perse il lavoro, il negozio di alimentari in cui la famiglia aveva sempre fatto la spesa non permetteva più loro di fare acquisti e i nonni, che erano mezzadri in Mississippi, furono espropriati della loro terra. Ruby aveva notato che molti altri nella comunità, sia bianchi che neri, mostravano sostegno in vari modi: alcune famiglie bianche continuavano a mandare i loro figli alla Frantz nonostante le proteste, un vicino di casa aveva fornito a suo padre un nuovo lavoro e le baby-sitter del posto consideravano lei e i familiari come protettori, al punto da camminare dietro l'auto dei marescialli federali durante i viaggi a scuola.

### Vita adulta

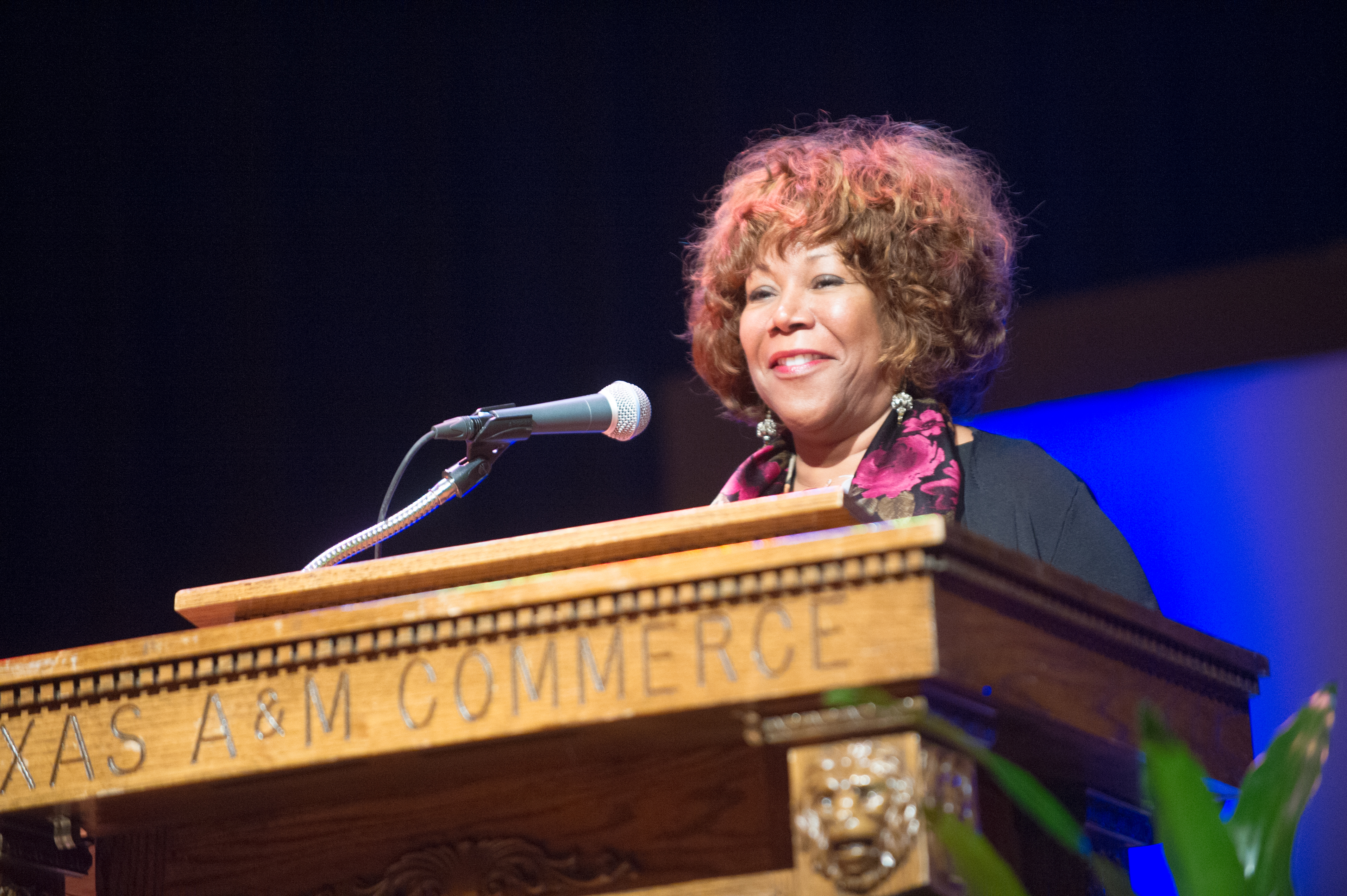
Ruby Bridges parla al Texas A&M University-Commerce nel febbraio 2015

Ruby Bridges, divenuta Ruby Bridges Hall dopo il matrimonio, vive ancora a New Orleans con suo marito, Malcolm Hall, e i loro quattro figli. Dopo la fine degli studi in un liceo desegregato, ha lavorato come agente di viaggio per 15 anni e in seguito è diventata madre a tempo pieno. Attualmente è presidente della Fondazione Ruby Bridges, che ha fondato nel 1999 per promuovere "i valori della tolleranza, del rispetto e dell'apprezzamento di tutte le differenze". Descrivendo la missione del gruppo, afferma, "il razzismo è una malattia degli adulti e dobbiamo smettere di usare i nostri figli per diffonderla".
Ruby Bridges è il soggetto della canzone di Lori McKenna Ruby's Shoes. La sua lotta infantile alla William Frantz Elementary School è stata rappresentata nel film Ruby Bridges del 1998. La Bridges è stata interpretata dall'attrice Chaz Monet, e il film includeva anche Lela Rochon come madre di Ruby, Lucille "Lucy" Bridges; Michael Beach come il padre di Ruby, Abon Bridges; Penelope Ann Miller come insegnante di Ruby, la signora Barbara Henry; e Kevin Pollak come il dottor Robert Coles. L'8 gennaio 2001, ha ricevuto la Presidential Citizens Medal dal presidente Bill Clinton. Come centinaia di migliaia di persone nell'area di New Orleans, la Bridges ha perso la sua casa (a Eastern New Orleans) a causa delle catastrofiche inondazioni causate dal fallimento del sistema di sbarramento durante l'uragano Katrina nel 2005.
Nell'ottobre 2006, l'Alameda Unified School District in California ha dedicato una nuova scuola elementare a Ruby Bridges, e ha emesso un annuncio in suo onore, e nel novembre dello stesso anno è stata onorata nel Concerto contro l'odio della Lega Antidiffamazione. Nel 2007, il Museo dei bambini di Indianapolis ha inaugurato una nuova mostra che documenta la sua vita, insieme a quella di Anna Frank e di Ryan White. Nel 2010, ha avuto una reunion per il 50º anno alla Frantz Elementary con Pam Foreman Testroet, che all'età di cinque anni era stata la prima bambina bianca a rompere il boicottaggio seguito alla frequentazione di Bridges in quella scuola.
Il 15 luglio 2011 la Bridges ha incontrato il presidente Barack Obama alla Casa Bianca, e durante la visione del suo dipinto fatto da Norman Rockwell in mostra le ha detto: "Penso che sia lecito affermare che se non fosse stato per voi ragazzi, forse non sarei stato qui e non ci staremmo guardando insieme". Il 19 maggio 2012 ha ricevuto una laurea honoris causa dalla Università Tulane alla cerimonia di laurea annuale presso il Superdome. Nel 2014, una statua di Ruby Bridges è stata inaugurata nel cortile della Scuola Elementare William Frantz.